# Edgeworth-négyszög

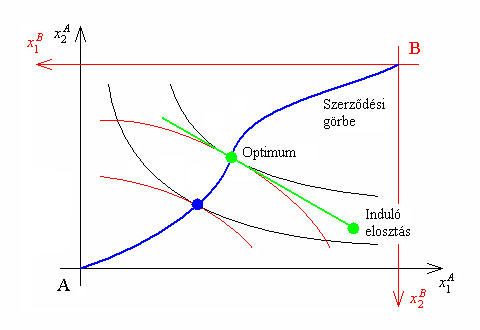
Edgeworth-négyszög és optimum csere esetén. A közömbösségi görbéit fekete, B közömbösségi görbéit piros színnel jelöltük.

Az Edgeworth-négyszög vagy Edgeworth-doboz (angol Edgeworth box) egy, két szűkös jószágnak két gazdasági szereplő közötti elosztását szemléltető mikroökonómiai modell elnevezése. Koncepciója Francis Ysidro Edgeworth angol és Vilfredo Pareto olasz közgazdásztól származik; mai formájában Arthur Lyon Bowley alkotta meg, ezért néha Edgeworth–Bowley-doboznak is nevezik.

## Felépítése
Nevezzük a két jószágot egyszerűen 1-es és 2-es jószágnak, a vizsgált gazdasági szereplőket (akik lehetnek egyéni fogyasztók vagy csoportok is) pedig A-nak és B-nek. Az 1-es jószág A személy által fogyasztott mennyisége legyen {\displaystyle x_{1}^{A}}, a 2-es jószág A által fogyasztott mennyisége {\displaystyle x_{2}^{A}}, a B által fogyasztott jószágmennyiségek pedig hasonló elv szerint {\displaystyle x_{1}^{B}} és {\displaystyle x_{2}^{B}}. Rajzoljuk fel egy derékszögű koordináta-rendszer első síknegyedét, ahol a két tengely {\displaystyle x_{1}^{A}}-t, illetve {\displaystyle x_{2}^{A}}-t reprezentálja. (A további síknegyedekre nincs szükségünk, mert egyik jószágból sem értelmezzük a negatív fogyasztást.) Ezután fektessük az ábrára egy másik koordináta-rendszer első síknegyedét, csak ezt 180 fokban elforgatva. Ennek az új koordináta-rendszernek a tengelyei reprezentálják {\displaystyle x_{1}^{B}}-t és {\displaystyle x_{2}^{B}}-t. Fontos, hogy a két origó ne essen egybe, hanem egy téglalap, „doboz” keletkezzen, aminek az oldalai legyenek egyenlők az 1. és 2. jószágnak a gazdaságban jelen lévő összmennyiségével. Feltételezzük, hogy ez az összmennyiség változatlan, és mindkét jószágot csak az A vagy a B szereplő fogyaszthatja. Ez a téglalap az Edgeworth-doboz, aminek vízszintes oldalai tehát {\displaystyle x_{1}^{A}+x_{1}^{B}}, függőleges oldalai pedig {\displaystyle x_{2}^{A}+x_{2}^{B}} hosszúságúak.
Az Edgeworth-négyszög bármely pontja az 1. és 2. jószág valamilyen elosztását szemlélteti A és B között. Az A által fogyasztott mennyiségek értelemszerűen felfelé és jobbra, a B által fogyasztottak pedig lefelé és balra növekednek; az egyik szereplő fogyasztásának bármekkora változása a másikuk által felhasznált mennyiség ellentétes irányú mozgásával jár (vagyis csak egymás kárára növelhetik a fogyasztásukat). A dobozba berajzolhatók a két szereplő közömbösségi görbéi, amelyek azokat az elosztásokat kötik össze, amelyek A, illetve B számára egymással közömbösek.

## A szerződési görbe
Felmerül a kérdés, hogy az Edgeworth-négyszögben lévő végtelen sok lehetséges elosztás közül melyiket nevezhetjük gazdasági értelemben hatékonynak, illetve mi az, ami – feltételezve, hogy A és B racionális döntéshozók – ténylegesen meg fog valósulni. A hatékonyság kritériumaként használhatjuk a Pareto-hatékonyság fogalmát: eszerint egy elosztás akkor hatékony, ha egyik szereplő sem tudna számára kedvezőbb helyzetbe kerülni úgy, hogy a másik helyzete ne romoljon. Ha a doboz határán lévő pontoktól eltekintünk, megállapíthatjuk, hogy pontosan akkor Pareto-hatékony egy elosztás, ha A és B egy–egy közömbösségi görbéjének érintési pontjában található. A metszéspontokból ugyanis lehetséges úgy elmozdulni (a metszésponthoz tartozó közömbösségi görbék által határolt „halacska” belseje felé), hogy mindkét fél jobb helyzetbe, vagyis magasabb hasznossági szintet reprezentáló közömbösségi görbére kerüljön, míg az érintési pontokban az A, illetve B számára jobb elosztások halmaza elválik egymástól.
Mivel azonban végtelen sok közömbösségi görbe létezik, és mindegyikhez tartozik legalább egy érintési pont, a Pareto-hatékony elosztások száma sem véges. Bizonyos feltételek teljesülése mellett ezek az elosztások egy folytonos görbén helyezkednek el, ami a két origó között halad. Ezt Pareto-halmaznak vagy szerződési görbének (contract curve) nevezzük. Utóbbi elnevezés onnan ered, hogy ha A és B racionális döntéshozók, akkor csak ezen a görbén található elosztásokban érdemes nekik megegyezni, „szerződni”.

## Az optimum
Megállapítottuk, hogy az Edgeworth-négyszögben lévő elosztások közül melyek hatékonyak paretói értelemben, és azt is feltettük, hogy racionális szereplőknek ezek közül az elosztások közül célszerű választani. Azt azonban még mindig nem tudjuk, hogy pontosan melyik elosztás fog megvalósulni, a szerződési görbe mely pontja lesz optimális. Ennek megállapításához két különálló esetet kell vizsgálnunk:
1. ha csak a két jószág cseréjét, illetve adás-vételét tesszük lehetővé a két félnek;
2. illetve ha megengedjük a termelést, amikor x1 és x2 valamilyen mértékig „átváltható” úgy, hogy vagy az egyik, vagy a másik jószág előállítására szánunk több erőforrást.

### Optimum csere esetén
Ha a két jószágnak csak az egymás közötti cserélgetése lehetséges, a teljes mennyiségük pedig rögzített, akkor feltételeznünk kell, hogy létezett valamilyen induló elosztás, amivel A és B a csere megkezdése előtt rendelkeztek, valamint hogy a szereplők a két jószágot valamilyen rögzített arányban cserélgetik egymással (például 3 darab 1-es jószágért mindig 4 darab 2-est lehet kapni). Ha a pénz fogalmát is bevezetjük, akkor ehelyett a cserearány helyett rögzített árakról (p1 és p2) beszélhetünk. Belátható, hogy ebben az esetben a csere révén megvalósítható elosztások egy, az induló elosztáson áthaladó, {\displaystyle -{\frac {p_{1}}{p_{2}}}} meredekségű egyenesen helyezkednek el, amit A és B költségvetési korlátjának vagy költségvetési egyenesének nevezhetünk. Kézenfekvőnek tűnik, hogy ott van az optimális elosztás, ahol
1. a költségvetési korlát és a szerződési görbe metszi egymást;
2. a cserearányt (árakat) úgy választották meg, hogy az érintési pontban a közömbösségi görbék meredeksége azonos legyen a költségvetési korlát meredekségével (ellenkező esetben ugyanis a költségvetési egyenes „bebújna” valamelyik fél közömbösségi görbéje „mögé”, így az ő számára létezne jobb elosztás a korláton, mint a szerződési görbével vett metszéspont); a fogyasztáselmélet nyelvén felírva ez azt jelenti, hogy MRSA = MRSB = {\displaystyle -{\frac {p_{1}}{p_{2}}}}, ahol MRSA, illetve MRSB a két szereplő közömbösségi görbéinek meredeksége.

Kérdés azonban, hogy mi az a mechanizmus, ami az optimum elérését és az árak megfelelő igazodását biztosítja. Feltételezhetünk egy harmadik szereplőt („árverezőt”), aki mindaddig jelent be új és új árakat, amíg a költségvetési egyenes éppen a megfelelő pontban fogja metszeni a szerződési görbét, és egyik szereplő sem akar eladni vagy vásárolni; ebben a modellben A és B csak a bejelentett árakon kereskedhet. Ez a szituáció látszólag nagyon távol áll a valóságtól, valójában azonban a versenyzői piac képes arra, hogy ilyen „árverezőként” működjön. Általánosságban (nemcsak két szereplőre) elmondhatjuk, hogy elfogadva a versenyzői piac modelljének feltevéseit, az optimális elosztás e piac mechanizmusai révén előbb vagy utóbb kialakul.
Más a helyzet akkor, ha például a csere valamelyik résztvevője képes befolyásolni a cserearányt (árakat), vagy a piacon nem tökéletes az információ. Ezek tulajdonképpen a versenyzői mechanizmusok sérülését jelentik, és többnyire azt eredményezik, hogy bár az egyensúly kialakul (egyik szereplő sem akar eladni vagy vásárolni), az optimum nem a szerződési görbén lesz megtalálható, vagyis a végső elosztás nem lesz Pareto-hatékony.

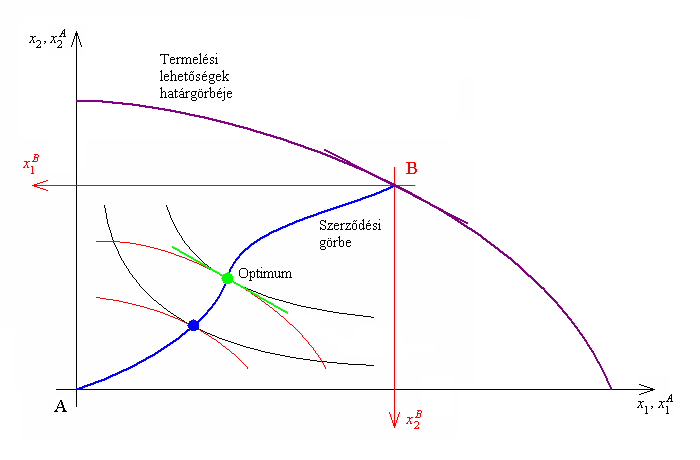
Edgeworth-négyszög és optimum termelés esetén

### Optimum termelés esetén
Az 1. és 2. jószág termelése során az A, illetve B számára rendelkezésre álló – szűkös – erőforrásokat (például a két fél munkaerejét vagy az általuk birtokolt tőkét) valamilyen módon meg kell osztani az 1-es és a 2-es jószág között. A termeléselmélet modelljében levezethető a rögzített erőforrás-mennyiség mellett megvalósítható jószágkombinációk halmaza, amit a két tengely, valamint a termelési lehetőségek határgörbéje határol. Természetesen célszerű a termelést a határgörbe valamelyik pontjában megválasztani. Amint megtermeltünk egy jószágkombinációt, megkezdődik annak az A és B szereplő közötti elosztása. Ezt ismét jól lehet szemléltetni egy Edgeworth-négyszög segítségével; a doboz oldalhosszúságait most a megtermelt mennyiségek határozzák meg.
Valójában tehát két problémával állunk szemben:
1. A-nak és B-nek meg kell választania a megtermelendő jószágkombinációt a termelési lehetőségek határgörbéjéről.
2. A keletkező Edgeworth-négyszög szerződési görbéjéről ki kell választani az optimális elosztást.

Belátható, hogy optimumban az egymást érintő közömbösségi görbék meredekségének egyenlőnek kell lennie a termelési lehetőségek határgörbéjének a választott pontban vett meredekségével, vagyis MRSA = MRSB = MRT (MRT a transzformációs határarány, a határgörbe meredeksége).